# إيرين غيريرو
إيرين غيريرو (بالإسبانية: Irene Guerrero) هي لاعبة كرة قدم إسبانية، ولدت في 1996. لعبت مع Real Betis Féminas ‏.

## وصلات خارجية
- إيرين غيريرو على موقع الاتحاد الأوربي (الإنجليزية)
- إيرين غيريرو على موقع بطولة كرة القدم المكسيكية للسيدات (الإسبانية)
- إيرين غيريرو على موقع قاعدة بيانات كرة القدم.إي يو (الإنجليزية)
- إيرين غيريرو على موقع Soccerway.com (الإنجليزية)
- إيرين غيريرو على موقع عالم كرة القدم.نت (الإنجليزية)